# Perilimfa

Esquema del laberint membranós, amb dos seccions: d'un conducte semicircular i de part de la còclea:
1: Perilimfa, 2: Endolimfa.
3: Conductes semicirculars: 4: Posterior, 5: Horitzontal, 6: Superior, 7: Ampul·la.
8: Vestíbul: 9: Òrgans amb otòlits, 10: Utricle, 11: Sàcul, 12: Màcules: de l'utricle i del sàcul, 13: Conducte endolimfàtic, 14: Finestra oval, 15: Finestra rodona, 16: Conducte perilimfàtic.
17: Còclea: 18: Rampa timpànica, 19: Rampa vestibular, 20: Conducte coclear, 21: Òrgan de Corti.
Altres: 22: Orella mitjana: 23: Estrep, 24: Caixa timpànica. Moviment transmès per l'estrep a la perilimfa de les rampes: Fletxes vermelles

La perilimfa és un filtrat del líquid cefalorraquidi (en el fons de sac del conducte endolimfàtic), amb una composició iònica típica dels líquids extracel·lulars (en la qual predomina el sodi). Aquesta composició no és constant, ja que s'aprecien petites variacions segons la localització.
Està contingut en el laberint (orella interna). En la còclea es troba en la rampa timpànica i la rampa vestibular.